# John Constable
John Constable (East Bergholt, Suffolk, 1776. június 11. – London, 1837. április 1.) angol tájképfestő. Jelentős szerepe volt az angol romantikus tájképfestészet történetében és alkotói stílusa meghatározó befolyást gyakorolt a francia romantikus festőkre, a barbizoni iskolára és az impresszionistákra. A Királyi Művészeti Akadémia (Royal Academy of Arts, London) tagja volt.

## Élete és munkássága

Feleségének arcképe (1816)

Suffolkban született, édesapja molnár volt. Vidéki környezetben nőtt fel, akárcsak Rembrandt. Korán elkezdett rajzolni, 21 éves korától azonban atyja munkáját kellett segítenie, majd csak 1800-ban ment el Londonba tanulni. Romantikus házasságot kötött, azaz szerelmi házasságot. A fiatal leány Maria Bicknell – evangélikus lelkész nagyapja ellenkezésére nem hallgatva – feleségül ment a festőhöz. Házasságukból született néhány gyermek, de 1828-ban a feleség tüdőbajban meghalt.
Constable kiváló arcképfestő is lehetett volna, erről tanúskodik felesége képe 1816-ból. Constable sokkal fontosabbnak tartotta a tájképfestést, mint a portréfestést. Művészeti hitvallása szerint a természet közvetlen és beható tanulmányozása a legfontosabb.
Próbálkozott történelmi és vallási témák feldolgozásával is pályája kezdetén, de mindig visszatért a tájképfestéshez. Pályájának kezdetén több 17. századi holland festő (Ruisdael, Koninck, Claude Lorrain (1600–1682), Rubens) és egy 18. század]i angol tájképfestő (Thomas Girtin (1775–1802) volt rá hatással. Azonban e hatások nem voltak tartósak, Constable saját megérzései és meglátásai alapján festett. Constable két jeles kortárs tájképfestővel Turnerrel és Boningtonnal indította el a 19. századi modern tájképfestészetet.
Az 1824-ben A fehér ló, A szénásszekér c. és még pár tájképe két francia kereskedő révén eljutott Párizsba, kiállították a Salonon, óriási sikere volt. Az angol tájképfestészet közvetlenül hatott Eugène Delacroix francia romantikus festő művészetére, aki 1825-ben el is utazott Angliába tanulmányozni a kortárs angol tájképfestészetet. Constable hazájában 1829-ben felvételt nyert a Királyi Művészeti Akadémia (Royal Academy of Arts, London) tagjai sorába, de otthon nem volt akkora elismertsége, mint a kontinensen.
Constable a természet közelében élt gyermekkorában és fiatal éveiben, ösztönös – festészeti szempontból alapvető – megfigyeléseket végzett, ismerte a felhőket, azok kialakulását, s szétterülését az égbolton, a nap és a felhők fény-árnyék hatását a táj színvilágára és hangulatára. Erre építette festészeti elméletét, kifejtette, hogy a természet fények és árnyékok játéka, a természetben nem létezik vonal. Jóval később elméletét a barbizoni iskola néven ismert festői csoportosulás, majd az impresszionisták és a pointillisták is elfogadták.
Constable a látvány hiteles megragadására törekedett, ezért tájképein nem ábrázolt idealizált vagy fantasztikus elemeket. Kompozíció-teremtő képességét számos megfigyeléssel, előtanulmánnyal, vázlatok készítésével fokozta. Vásznainak barnás-vöröses (mint Goyánál) alapozást adott az Angliában addig szokásos szürke helyett. S ezen a barnás-vöröses alapon széles színskálával dolgozott, igyekezett a színeket kiegyensúlyozni, ezzel mintegy ritmust adott képeinek. Új technikai eljárást is alkalmazott, nemcsak ecsettel, hanem festőkéssel is dolgozott.
Művészetének csúcsát salisbury-i tájképeinek sorozatával érte el, amelyek közül a leghíresebbek a város székesegyházáról festett képei.

## Galéria

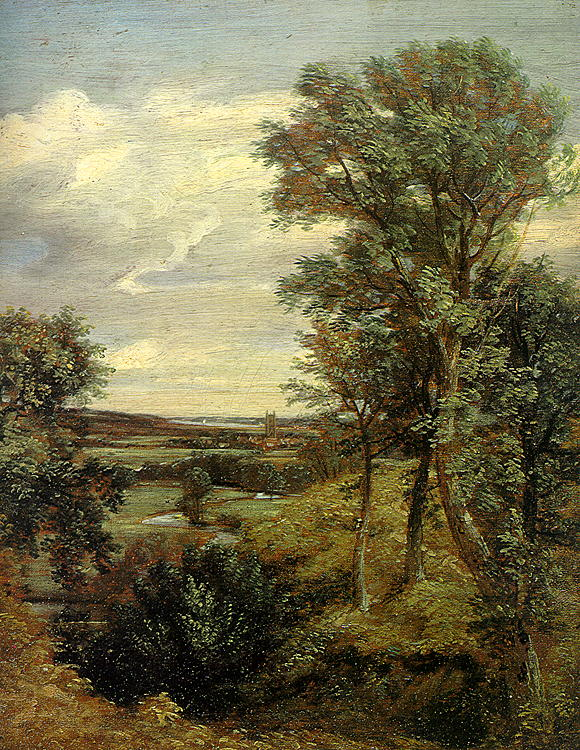
Dedham völgy (1802)
Malom Dedham közelében (1820)
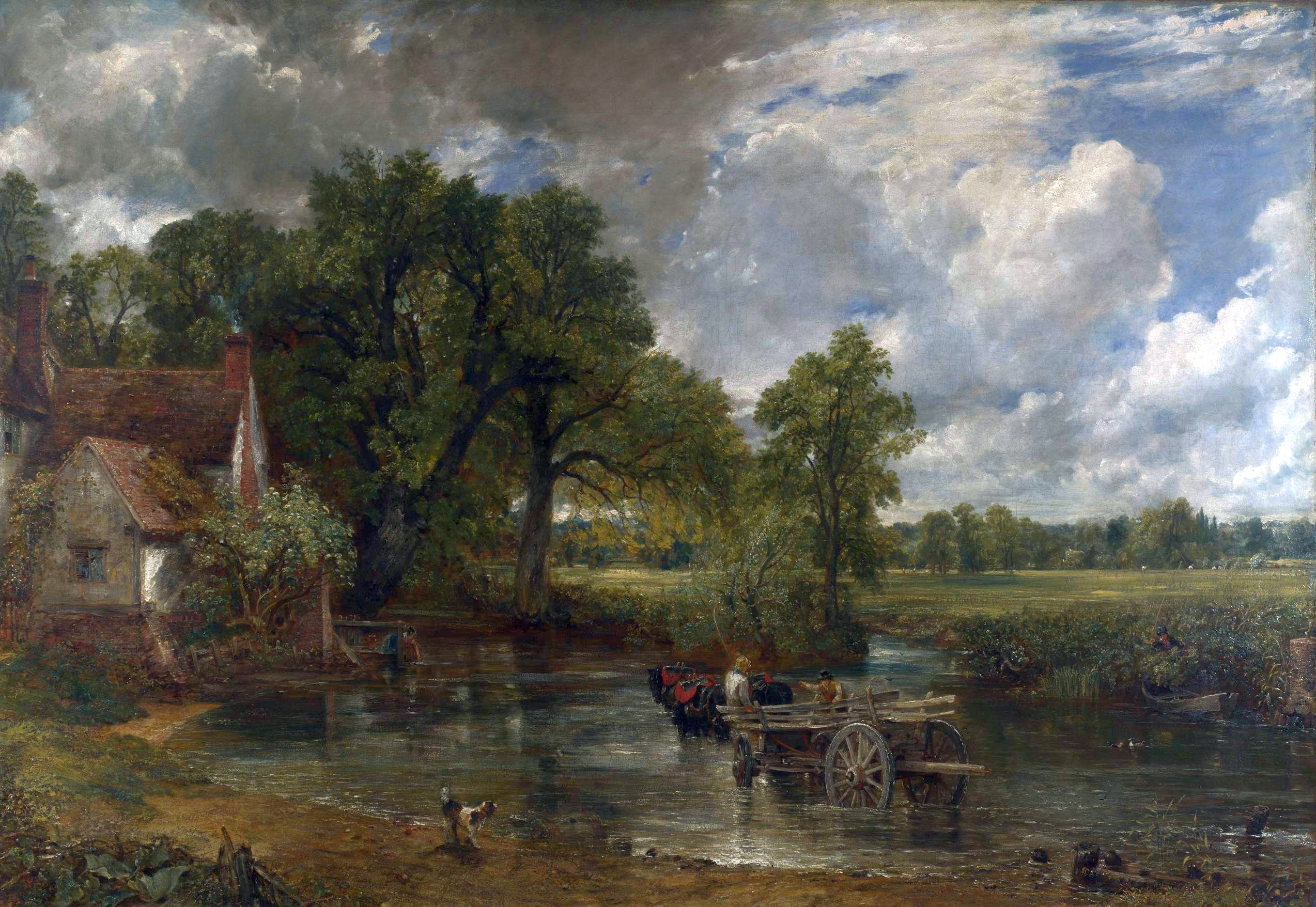
Szénásszekér (1821)
A salisburyi katedrális (1823)
A brightoni tengerpart vitorlásokkal (1824)
A búzaföld (1826)
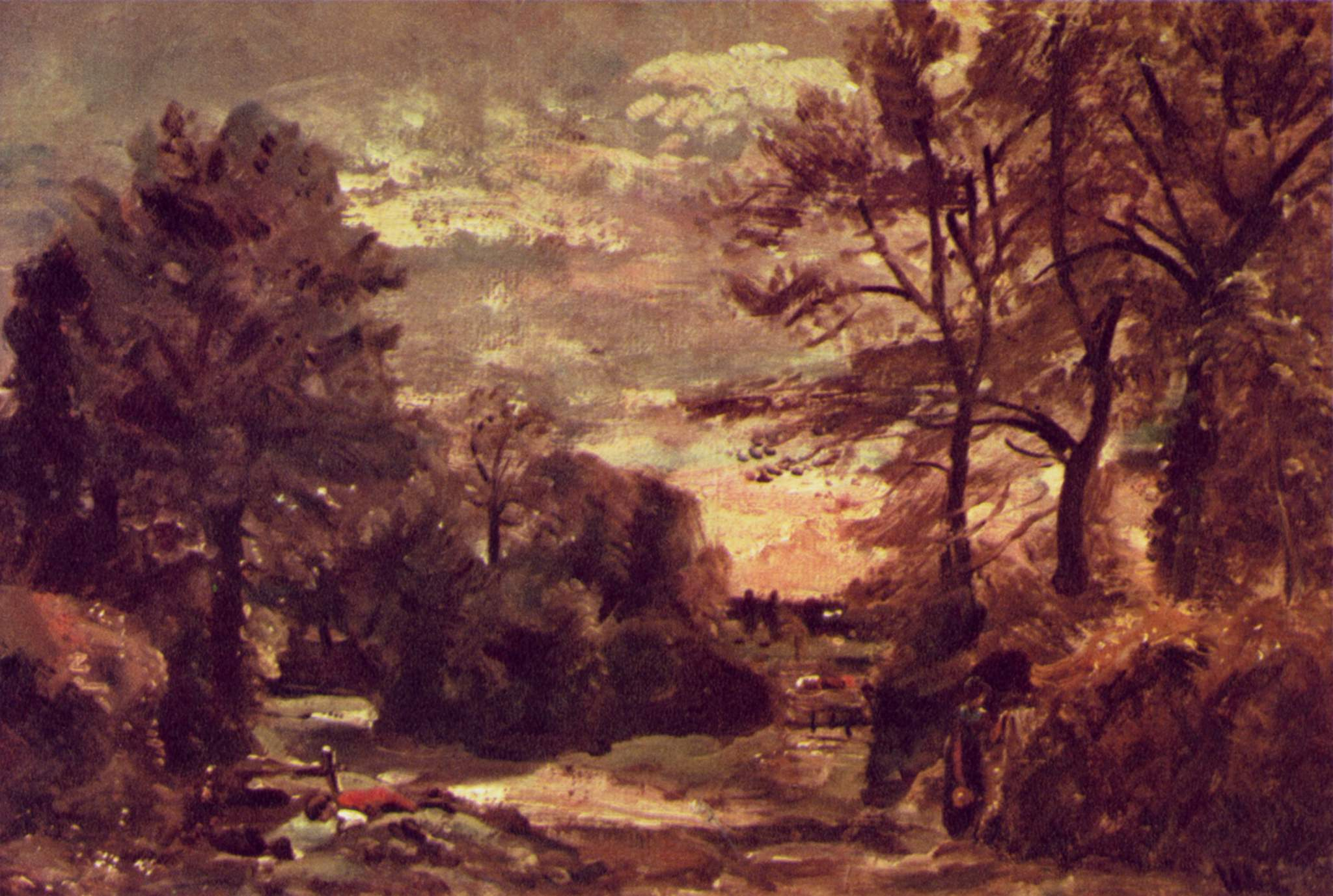
Földút (1826)
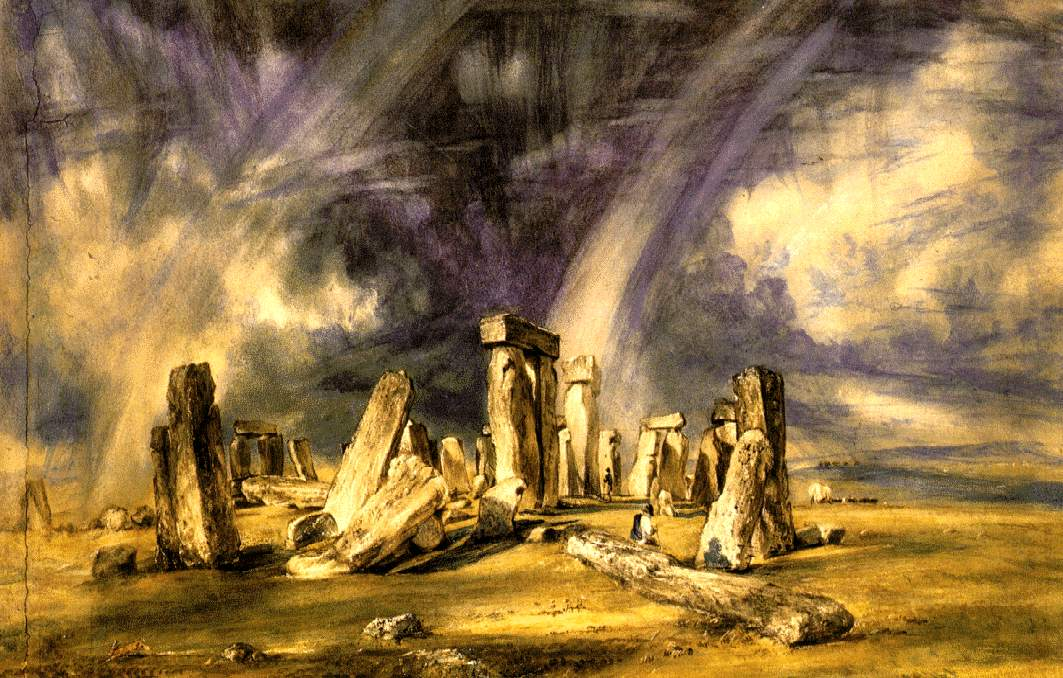
Stonehenge[3] (1836)

## Ismertebb művei

Weymouthi-öböl (1816)

Waterlooi ünnepély East Bergholtban
Szépművészeti Múzeum, Budapest

- Dedham völgy, 1802 (Olaj, vászon) (Victoria and Albert Museum, London)
- Maria Bicknell portréja, 1816 (Olaj, vászon 30 × 25 cm; Tate Gallery, London)
- Weymouthi öböl, 1816 (Louvre, Párizs)
- A flatfordi malom, 1817 (National Gallery (London)
- A fehér ló, 1819 (Frick gyűjtemény, New York City)
- Malom Dedham közelében (1820) (Victoria and Albert Museum, London)
- A szénásszekér, 1821 (Olaj, vászon 130,5 × 185,5 cm; National Gallery, London)
- A salisburyi székesegyház a püspöki palota felől, 1823 (Olaj, vászon 87,6 × 111,8 cm; Victoria and Albert Museum, London)
- A brightoni tengerpart vitorlásokkal, 1824 (Olaj, papír, 14,9 × 24,8 cm; Victoria and Albert Museum, London)
- A búzaföld, 1826 (Olaj, vászon 143 × 122 cm; National Gallery, London)
- Földút, 1826 (Olaj, vászon 20,5 × 30 cm; Tate Gallery, London)
- Hampstead szivárvánnyal, 1831 (National Gallery, London)
- Ház a völgyben, 1835 (National Gallery, London)
- Stonehenge, 1836 (Victoria and Albert Museum, London)
- Hampshire völgye hátterében Dedham, 1836-37 (The Valley of the Stour with Dedham in the Distance)
- Nyári délután (National Gallery, London)
- Tájkép az ugró lóval (Királyi Művészeti Akadémia, London)
- A falu (Louvre, Párizs)
- Waterlooi ünnepély East Bergholtban (Olaj, vászon 23 × 33,5 cm; Szépművészeti Múzeum, Budapest)
- Szeles reggel[4] (Szépművészeti Múzeum, Budapest)